# Humbug
Humbug (fra engelsk, studentikost slangudtryk kendt fra ca. 1750) vil sige noget, der på overfladen måske ser overbevisende ud, men er – behændigt udført – svindel, i reglen i form af markedsgøgl o.l. Et (tænkt) eksempel kunne være en sælger af mirakelmikstur, der for øjnene af et publikum beder en svageligt udseende og krumbøjet ældre publikummer om at komme op til sig på scenen. Efter at have fået en skefuld af miksturen, bliver vedkommende straks mirakuløst ungdommelig og foretager 20 armhævninger i træk foran et forbløffet publikum, inden han fløjtende forlader scenen.
Et andet (tænkt) eksempel er en stærk mand i et tivoli, der legende let løfter en tung vægt som en publikummer forud forgæves har prøvet kræfter med. 
Andre eksempler er beretninger om møder med små grønne mænd fra rummet, UFO'er, Loch Ness-monstre o.l., der hyppigt bevisføres omhyggeligt ved hjælp af uklare fotos, troværdige personers vidneudsagn etc..
Moderne illusionister har med succes gjort sådan humbug til deres levevej.
Gnierpinden Ebenezer Scrooge fra Dickens' Et juleeventyr anså julen for at være en værre gang humbug.